# Cordillera de los Frailes
Die Cordillera de los Frailes ist eine Gebirgsregion in den zentralen Teilen der bolivianischen Anden.
Die Cordillera de los Frailes ist eine Gebirgsregion im nordwestlichen Teil des Departamento Potosí an der Grenze zum Departamento Chuquisaca. Die Cordillera de los Frailes besteht im Wesentlichen aus zwei Teilen: Der westliche Teil ist ein großes Vulkanfeld, dessen Entstehung auf das Miozän vor 5 bis 23 Millionen Jahren datiert werden kann; der östliche Abschnitt, die sogenannte Maragua Synklinale, besteht aus einer nord-südlich verlaufenden Felskette aus Sedimentgestein, dessen Entstehung bis in das Paläozän vor 55 bis 65 Millionen Jahren oder sogar bis in die noch ältere Kreidezeit zu datieren ist.
Die Cordillera de los Frailes reicht im Nordwesten bis etwa zum Poopó-See und wird nach Norden durch die Linie Challapata-Macha-Ravelo begrenzt, nach Süden durch die Linie Río Mulato-Potosí-Betanzos.
Die Cordillera de los Frailes weist weniger hohe Erhebungen als die südlich anschließende Cordillera de Lípez oder die nördlich anschließende Cordillera Azanaques auf. Höchste Erhebung sind der Nuevo Mundo (auch: Jatun Mundo Khori Huarani) (5438 m)  an der Grenze zur Cordillera de Lípez, und der Jatun Wila Kkollu (5214 m).
Aufgrund ihrer Binnenlage entspringen in der Cordillera de los Frailes nur wenige Flüsse von überregionaler Bedeutung. Wichtigster Fluss der Cordillera de los Frailes ist der Río Pilcomayo, der die Region von Nordwesten nach Südosten durchquert.